# Eva Neurath
Eva Urvasi Neurath  (22 augustus 1908 - 27 december 1999), geboren Itzig, was een Britse uitgever en met haar man Walter Neurath in 1949 medeoprichter van de uitgeverij Thames & Hudson in 1949.

## Biografie

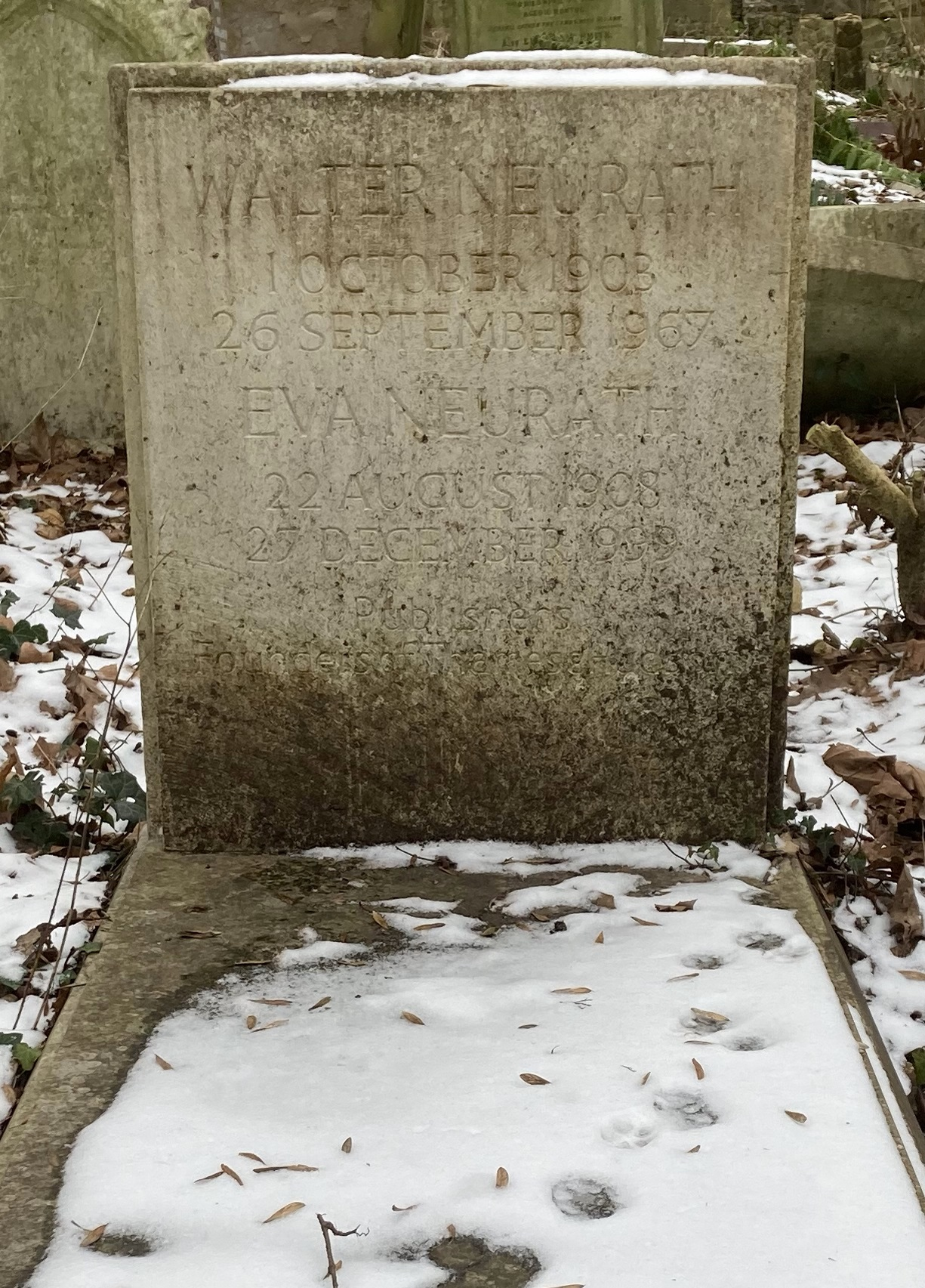
Graf van Walter en Eva Neurath op Highgate Cemetery (westzijde)

Neurath werd geboren in Berlijn als jongste van vijf dochters van joodse lakenhandelaar Rudolf Itzig. Hij stierf toen ze acht was.
Toen de Nazi's opkwamen verhuisde ze naar Engeland met haar tweede echtgenoot, Wilhelm Feuchtwang (een zoon van David Feuchtwang, opperrabbijn van Wenen),  en hun zoon Stephan.
In 1949 richtte ze met haar latere man  Walter Neurath de kunstuitgeverij Thames & Hudson op en was een van de pioniers van de zogenaamde geïntegreerde spread, waarbij tekst en beeld in composities met elkaar werden geïntegreerd. Zij was een expert op het gebied van het reproduceren van kleuren van kunst in afdrukken van hoge kwaliteit. Een van haar laatste inspanningen was de drukproefcontrole van de catalogus van de Francis Bacon tentoonstelling in de Tate Gallery uit 1985.
In 1953 trouwde ze met Neurath. Hij was haar derde echtgenoot  en zij was zijn derde vrouw. Samen zijn ze begraven in Highgate Cemetery (westkant).